# Rheum rhomboideum
Rheum rhomboideum är en slideväxtart som beskrevs av Los.-losinsk.. Rheum rhomboideum ingår i släktet rabarbersläktet, och familjen slideväxter. Inga underarter finns listade i Catalogue of Life.